# Jasmina Blažević
Jasmina Blaževič (* 12. května 1965) je reklamní a filmová režisérka a pedagožka na Filmové a televizní fakultě Akademie múzických umění v Praze.

## Život
Vystudovala hranou režii na pražské FAMU. Její studentská tvorba byla oceňovaná na mnoha festivalech, zvlášť absolventský film Celnice. Po studiích se věnovala dokumentární tvorbě. Natočila několik dokumentů v Asii se sociální a politickou tematiku, její nejznámější dokument je portrét Věry Chytilové Cesta, vytvořený ve společnosti Negativ. 
Pro Českou televizi v roce 2000 natočila vánoční pohádku Řád saténových mašlí. Od roku 2000 působí na FAMU jako kmenový pedagog nejdřív v dílně s Věrou Chytilovou, následně v dílně s Bohdanem Slámou. Je podepsaná jako vedoucí pedagog pod filmy mnoha absolventů.
Je vdaná a má dvě dospělé děti. Její manžel je Igor Blaževič, zakladatel a dlouholetý ředitel filmového festivalu Jeden svět.
Její reklamní tvorba je spjata s produkcí Bistro Films a soustředěna převážně na velké imageové kampaně, založené na silném příběhu pro společnosti jako jsou Kofola, Kooperativa, Vodafone, Česká spořitelna, Pilsner Urquell, ČSOB, Budvar, Albert, Billa, Tchibo, T-mobile.
V roce 2022 se ujala režie 7 dílů nového seriálu Mozaika podle předlohy Alice Nellis v produkci Lucky Man Films.

## Filmografie

### Ocenění
- Plastické panenky, Nouze naučila Dalibora tlouci, Čarodějnice, Sen ve hře (TV inscenace podle textu J. Topola), cena Českého literárního fondu.
- Jezevec nosí pochybnosti (krátký hraný film) – 3. cena za režii na Festivalu FAMU, zvláštní cena za režii na festivalu v Krakově.
- Shapirovy rukopisy (TV inscenace podle textu K. Sidona), – cena Českého literárního fondu.
- Celnice (absolventský film) – 1. cena MAXIM za režii na festivalu FAMU – zvláštní uznání za scénář na festivalu v Mnichově.

### Filmy
- 1996 Psí řeka Indigirka – dokumentární film o životě v nejvýchodnější části  Sibiře
- 1998 Otázky z Asie – ( Úspěch, Víra, Umění, Zločin, Smrt)
- 1999 Malé sny ulice – dokumentární film České televize
- 2000 Řád saténových mašlí –  vánoční filmová pohádka pro Českou televizi
- 2000 Barmští vězni – dokument pro Českou televizi
- 2000 Jen 500 mrtvých – dokument o boji pro nezávislost Východního Timoru
- 2001 Nenávidím svojí práci – dokument pro Českou televizi
- 2001 Babičky ve víru lásky  – dokumentární film pro Českou televizi o tom, jak lásku vnímaly a prožívaly naše babičky
- 2002 Do nitra současného světa – dokument o filmovém festivalu Jeden svět
- 2003 Láska je makačka  – paradokument
- 2004 Cesta – portrét Věry Chytilové – dokumentární film o Věře Chytilové[12]